# دوم بزرگ

فاصلهٔ دوم بزرگ در خط حامل به همراه معکوس آن

دوم بزرگ یا پرده (تمام پرده) فاصله‌ای در موسیقی است که معادل ۲ نیم پرده باشد. به بیان دیگر، فاصلهٔ دومی که از ۲ نیم پرده تشکیل شده باشد را دوم بزرگ گویند. مانند فاصلهٔ بین دو تا ر؛ چرا که فاصلهٔ بین دو تا ر از ۲ نت تشکیل شده (دو، ر) و این فاصله دارای ۲ نیم پرده است (دو -> دو دیز -> ر). براین اساس که هر نیم پرده برابر با ۱۰۰ سنت است، فضای بین دو نت ابتدایی و پایانی در یک فاصلهٔ دوم بزرگ، ۲۰۰ سنت می‌باشد.
دوم افزوده، دوم کوچک و دوم کاسته نیز فاصله‌های دوم هستند با این تفاوت که از تعداد نیم پردهٔ متفاوتی تشکیل شده‌اند. دوم افزوده دارای ۳ نیم پرده (مانند فاصلهٔ بین دو تا ر دیز)، دوم کوچک دارای ۱ نیم پرده (مانند دو تا ر بمل) و دوم کاسته دارای ۰ نیم پرده (دو دیز تا ر بمل) است.
فاصله‌های دیگری که با پسوند «بزرگ» نامگذاری شده‌اند، سوم بزرگ، ششم بزرگ و هفتم بزرگ هستند.
معکوس فاصله دوم بزرگ، هفتم کوچک است.